# Eva Johanson
Eva Astrid Maria Johanson, född 13 september 1924 i Stockholm, död 11 januari 2010, var en svensk psykiater. 
Efter studentexamen i Linköping 1944 blev Eva Johanson medicine kandidat i Stockholm 1946, medicine licentiat 1951, medicine doktor 1962 och docent i psykiatri vid Uppsala universitet 1964. Hon var underläkare vid Lillhagens sjukhus och Sahlgrenska sjukhuset i Göteborg 1951–60, t.f. biträdande och biträdande överläkare vid psykiatriska kliniken vid Akademiska sjukhuset i Uppsala 1961–69, överläkare vid statens rättspsykiatriska klinik i Uppsala 1969–72, docent i psykiatri, särskilt rätts- och socialpsykiatri, vid Umeå universitet från 1973 samt överläkare vid statens rättspsykiatriska station i Umeå från 1972. Hon var ledamot av Socialstyrelsens vetenskapliga råd 1972–87.